# Zakarijá Šiháb
Zakaria Chihab (5. března 1926 – 1984) byl libanonský zápasník, který v roce 1952 vybojoval na Letních olympijských hrách v Helsinkách stříbrnou medaili v řecko-římském zápase v bantamové váze. V roce 1953 obsadil 6. místo na mistrovství světa.